# Parafia Zaśnięcia Matki Bożej w Marsylii
Parafia Zaśnięcia Matki Bożej – etnicznie grecka parafia prawosławna w Marsylii. 
Grecka społeczność w Marsylii jest jedną z najstarszych takich grup na terytorium Francji, jej obecność była odnotowywana już w XVIII w. W 1820 zorganizowała ona parafię prawosławną, której pierwszym proboszczem był archimandryta Arseniusz Jannucos. W kolejnych stuleciach parafia jeszcze się powiększała. W 1835 została wzniesiona cerkiew parafialna. 